# 陳佩潔
陳佩潔，台灣女歌手，歌唱選秀節目《超級偶像7》亞軍。

## 生平
2005年，修讀東吳大學音樂學系。
2013年，參加歌唱選秀節目《超級偶像7》（社會組選手），有「性感女伶」之稱，最後獲得亞軍。
2020年，加入樂團「HOt SHOCk」擔任第五代主唱。

## 外部連結
- 陳佩潔（pei-chieh）官方粉絲頁
- 陳佩潔官方臉書[永久]